# WHIM-Syndrom
Das WHIM-Syndrom (kurz für Warzen-Hypogammaglobulinämie-Immundefizienz-Myelokathexis-Syndrom) ist eine vererbbare, seltene Immunschwächekrankheit.

## Geschichte
Das gemeinsame Auftreten der charakteristischen Symptome des WHIM-Syndroms wurde erstmals 1964 beschrieben. Im Jahr 2000 konnte die genetische Ursache für dieses Syndrom gefunden werden. Das WHIM-Syndrom ist der erste Immundefekt, der auf einen Zytokinrezeptordefekt zurückzuführen ist.
In der Fachzeitschrift Cell stand Anfang 2015 ein Bericht des Clinical Center der National Institutes of Health in Bethesda/Maryland über einen Fall von Spontanheilung durch Chromothripsis.

## Symptome
Charakteristisch für das WHIM-Syndrom ist eine Immunschwäche, die sich in wiederkehrenden bakteriellen und viralen Infektionen äußert. Davon sind insbesondere die Atemwege mit Nasennebenhöhlenentzündungen, Mandelentzündungen und Lungenentzündungen betroffen. Die Patienten sind anfällig für Infektionen mit humanen Papillomaviren, die sich in zahlreichen Warzen, insbesondere im Hand- und Fußbereich, äußern. WHIM-Syndrom-Patienten haben darüber hinaus ein erhöhtes Risiko, an viral-bedingten Krebsarten, wie beispielsweise dem
Cervixkarzinom, zu erkranken. Im Blutserum der Patienten können erniedrigte IgG-Konzentrationen gemessen werden (Hypogammaglobulinämie). Histologisch erscheint das Knochenmark der WHIM-Patienten voller T-Vorläuferzellen. Dem gegenüber kann eine Neutropenie beobachtet werden, die auf eine gestörte Auswanderung und somit Zurückhaltung neutrophiler Granulozyten aus dem Knochenmark zurückgeführt werden kann (Myelokathexis). 

## Ursachen
Das WHIM-Syndrom ist eine autosomal-dominant vererbte Krankheit. Als häufigste Ursache, die bei 92 % der betroffenen Patienten gefunden wurde, werden Mutationen eines Gens auf dem Genlocus 2q21, das den Chemokinrezeptor CXCR4 codiert, angesehen. Diese Mutationen im intrazellulären Teil des membranständigen Rezeptors für das Zytokin CXCL12 (SDF-1) führen zu einem verkürzten Rezeptorprotein, dem die Fähigkeit der Internalisierung nach Aktivierung fehlt. Somit sind Mechanismen der negativen Selbstregulation unterbrochen und der Rezeptor kann dauerstimuliert werden. Eine Verminderung der Expression von CXCR4 ist zudem Voraussetzung für das Verlassen von T-Vorläuferzellen aus dem Knochenmark. Aufgrund der Mutation und der fehlenden Internalisierung von CXCR4 bleibt auf der Oberfläche der TZ-Vorläuferzellen. Diese Vorläuferzellen können daher das Knochenmark nicht verlassen und sind die Ursache für die histologischen Befunde im Knochenmark und Blut.
Das WHIM-Syndrom kann jedoch vereinzelt auch bei Patienten (bei 8 % der Patienten) mit einem nicht-mutierten (Wildtyp) CXCR4 beobachtet werden. Eine mögliche Ursache bei diesen Patienten ist eine Fehlfunktion von Proteinen, die an der Internalisierung von CXCR4 beteiligt sind, wie beispielsweise G-Protein-gekoppelte Rezeptorkinasen (GRKs).
Da der CXCR4-Rezeptor auch bei anderen Migrations- und Homingprozessen eine Rolle spielt, ist auch die Immunabwehr in der Peripherie gestört.

## Therapie
Zur Behandlung von Patienten wird in den USA der CXCR4-Antagonist Mavorixafor (Handelsname: Xolremdi; Hersteller: X4 Pharmaceuticals resp. Norgine) eingesetzt. Zulassungsstudien zufolge erhöht Xolremdi die Neutrophilen- und Lymphozytenwerte signifikant. Dadurch verringerte sich die durchschnittliche jährliche Infektionsrate bei Betroffenen um 60 %, und schwere Infektionen traten um über 75 % seltener auf. Außerdem reduzierte sich die Warzenanzahl durchschnittlich um 75 %.
In Europa befindet sich Mavorixafor derzeit im Bewertungsverfahren der Europäischen Arzneimittel Agentur (EMA).  Im Juli 2019 klassifizierte die EMA Mavorixafor bereits als Orphan Drug.
Die Verwendung weiterer CXCR4-Antagonisten, wie Plerixafor, wird derzeit in klinischen Studien untersucht.